# Rocky Marciano
Rocco Francis Marchegiano, bedre kendt som Rocky Marciano (1. september 1923 i Brockton, Massachusetts, USA – 31. august 1969) var en amerikansk professionel bokser. Begge Marcianos forældre var emigreret fra Italien til USA.
Rocky Marciano vandt i 1952 titlen som verdensmester i sværvægt, da han den 23. september 1952 stoppede den daværende verdensmester Jersey Joe Walcott i 13. omgang på Municipal Stadium i Philadelphia, USA. Marciano forsvarede sin VM-titel med succes seks gange inden han trak sig tilbage som ubesejret. Marcianos sidste kamp i karrieren foregik den 21. september 1955, da Rocky Marciano stoppede den 38-årige amerikaner Archie Moore på Yankee Stadium i New York City, men han var formelt fortsat verdensmester indtil den 27. april 1956. 
Rocky Marciano er den eneste verdensmester i professionel sværvægtsboksning, der aldrig har tabt en professionel kamp.
Rocky Marciano omkom ved en flyulykke den 31. august 1969, da han som passager i et mindre fly styrtede ned i nærheden af byen Newton i New Jersey. Om bord i flyet var udover piloten sønnen til mafia-bossen Louis Fratto. Alle ombordværende omkom. 
1. ↑  Rocky Marciano: The Brockton Blockbuster" by John Jarrett. May 15, 2018 (fra Wikidata).